# Primera División Regional Aficionados de Castilla y León 2025-26
La temporada 2025-26 de la Primera División Regional Aficionados de Castilla y León de fútbol corresponde a la cuadragésima edición de la competición y la vigésimo séptima con su actual denominación. Esta es la quinta temporada de la competición en el sexto nivel del sistema de Ligas de fútbol de España. La primera fase de la competición arrancará el 14 de septiembre de 2025 y terminará el 10 de mayo de 2026. Con posterioridad se disputará el play-off de ascenso a Tercera Federación, que comenzará el 17 de mayo y finalizará el 7 de junio y que decidirá una de las tres plazas de ascenso en juego.

## Sistema de competición
Participan treinta y dos clubes repartidos en dos grupos de 16 equipos cada uno y distribuidos siguiendo criterios geográficos. Se enfrentan todos contra todos en dos ocasiones -una en campo propio y otra en campo contrario- durante un total de 30 jornadas. El orden de los encuentros se decide por sorteo antes de empezar la competición. La Federación de Fútbol de Castilla y León es la responsable de designar las fechas de los partidos y los árbitros de cada encuentro, reservando al equipo local la potestad de fijar el horario exacto de cada encuentro.
La clasificación final se establece con arreglo a los puntos obtenidos en cada enfrentamiento a razón de tres por partido ganado, uno por empatado y ninguno en caso de derrota. Si al finalizar el campeonato dos equipos obtuviesen la misma puntuación, los mecanismos para desempatar la clasificación serán los siguientes:
1. El equipo que haya marcado más goles al otro en los enfrentamientos entre ambos.
2. Si persiste el empate, se tendrá en cuenta la diferencia de goles a favor y en contra en todos los encuentros del campeonato, prevaleciendo la diferencia más positiva.
3. De persistir aun así el empate, se tendrá en cuenta el número de goles marcados en todo el campeonato, prevaleciendo la mayor cantidad.

Si el empate a puntos se produce entre tres o más clubes, los sucesivos mecanismos de desempate son los siguientes:
1. La mejor puntuación de la que a cada uno corresponda a tenor de los resultados de los partidos jugados entre sí por los clubes implicados.
2. La mayor diferencia de goles a favor y en contra, considerando únicamente los partidos jugados entre sí por los clubes implicados.
3. La mayor diferencia de goles a favor y en contra teniendo en cuenta todos los encuentros del campeonato.
4. El mayor número de goles a favor teniendo en cuenta todos los encuentros del campeonato.

Una vez finalizada la fase regular de la competición, el primer clasificado de cada grupo asciende directamente a Tercera Federación.
El segundo y el tercer clasificados de cada grupo disputarán un Play-Off formado por dos rondas de eliminatorias a doble partido. El equipo que supere ambas rondas obtendrá el ascenso a la Tercera Federación.
Entre los dos grupos habrá 7 plazas fijas de descenso a la Primera División Provincial (4 en el grupo A y 3 en el grupo B). Se añadirá una plaza por cada uno de los clubes que desciendan de la Tercera Federación y que se establecerá en el grupo al que dicho club quede asignado, restando además una plaza en el grupo del que proceda el equipo que ascienda a esa misma categoría por medio de los play-off.
Los posibles descensos extra a la categoría inmediatamente inferior estarán condicionados al paso por la vía deportiva de equipos castellanos y leoneses de Tercera a Segunda Federación en la presente temporada y viceversa, así como por los descensos extra de la Tercera División RFEF a Primera División Regional que se deriven de dicho trasvase de equipos (uno por cada equipo de más que descienda procedente de la Tercera División RFEF).
El sistema de competición y las consecuencias clasificatorias fueron aprobadas por la RFCyLF.

## Ascensos y descensos
Los equipos que mantuvieron la categoría en la anterior temporada participan en la actual, junto a los equipos descendidos de la Tercera Federación y los equipos ascendidos de la Primera División Provincial. El número inicialmente previsto de descensos a la categoría iba a tratarse de cuatro, pero se redujo tras la decisión de la RFEF de adjudicar la plaza vacante producida por el ascenso de Burgos Promesas a Segunda Federación al Atlético Bembibre como el equipo mejor clasificado de los que terminaron en puestos de descenso del grupo. Por su parte, la plaza de ascenso del grupo abulense de Primera División Provincial quedó desierta al renunciar todos los equipos a los que se ofreció la misma, de modo que la vacante producida se resolvió con un ascenso extra en el grupo provincial de Burgos.
| Pos.          | Ascendidos a Tercera Federación  |
| ------------- | -------------------------------- |
| 1.º (Grupo A) | C.D. Colegios Diocesanos         |
| 1.º (Grupo B) | Unionistas de Salamanca C.F. "B" |
| 2.º (Grupo A) | C.D. Numancia "B"                |

| Pos. | Descendidos de Tercera Federación |
| ---- | --------------------------------- |
| 17.º | C.F. Briviesca                    |
| 18.º | Ciudad Rodrigo C.F.               |
| 19.º | C.D. Laguna                       |

| Pos.                   | Ascendidos de Primera División Provincial |
| ---------------------- | ----------------------------------------- |
| 1.º (Grupo Burgos)     | C.D. Belorado                             |
| 2.º (Grupo Burgos)     | Capiscol C.F.                             |
| 1.º (Grupo León)       | C.D.F. Cubillos                           |
| 3.º (Grupo Palencia)   | C.F. Venta de Baños                       |
| 1.º (Grupo Salamanca)  | C.D.F. Helmántico                         |
| 2.º (Grupo Segovia)    | U.D. El Espinar-San Rafael                |
| 1.º (Grupo Soria)      | C.D. Golmayo-Camaretas                    |
| 1.º (Grupo Valladolid) | Victoria C.F.                             |
| 1.º (Grupo Zamora)     | C.D. Noname                               |

| Pos.           | Descendidos a Primera División Provincial |
| -------------- | ----------------------------------------- |
| 12.º (Grupo B) | C.D. Villa de Simancas                    |
| 13.º (Grupo A) | Unión Popular Palencia                    |
| 13.º (Grupo B) | C.D. Onzonilla                            |
| 14.º (Grupo A) | C.D. Rayo Abulense                        |
| 14.º (Grupo B) | C.D. Ribert                               |
| 15.º (Grupo A) | C.D. Astudillo                            |
| 15.º (Grupo B) | C.D. Peñaranda                            |
| 16.º (Grupo A) | C.D. Langa                                |
| 16.º (Grupo B) | Gimnástica Medinense                      |

## Participantes

### Información sobre los equipos participantes

#### Grupo A
| Equipo                          | Localidad                                   | Estadio                     |
| ------------------------------- | ------------------------------------------- | --------------------------- |
| C.D. Belorado                   | Belorado                                    | El Calvario                 |
| C.F. Briviesca                  | Briviesca                                   | Diego Dávila Álvarez        |
| Burgos International Football   | Burgos                                      | José Manuel Sedano          |
| C.D. Calasanz                   | Soria                                       | José Andrés Diago 1         |
| Capiscol C.F.                   | Burgos                                      | C.M. Teodoro Tejedor        |
| CyD Cebrereña                   | Cebreros                                    | El Mancho                   |
| C.D. Coca                       | Coca                                        | C.M. Coca                   |
| U.D. El Espinar San Rafael      | El Espinar                                  | C.M. Los Llanos             |
| C.D. Golmayo-Camaretas          | Golmayo                                     | Francisco Rubio 4           |
| C.D. Internacional Vista Alegre | Burgos                                      | José Manuel Sedano          |
| C.D. San José                   | Soria                                       | San Juan                    |
| Sporting Uxama                  | El Burgo de Osma                            | Municipal del Burgo de Osma |
| Turégano C.F.                   | Turégano                                    | El Burgo Turégano           |
| C.F. Venta de Baños             | Venta de Baños                              | Amador Alonso               |
| C.D. Villamuriel                | Villamuriel de Cerrato                      | Rafael Vázquez Sedano       |
| Villarcayo Nela C.F.            | Villarcayo de Merindad de Castilla la Vieja | El Soto                     |

#### Grupo B
| Equipo                     | Localidad         | Estadio                        |
| -------------------------- | ----------------- | ------------------------------ |
| C.D. Béjar Industrial      | Béjar             | Mario Emilio                   |
| C.D. Benavente             | Benavente         | Luciano Rubio                  |
| Betis C.F.                 | Valladolid        | Nemesio Gómez "Peque"          |
| Ciudad Rodrigo C.F.        | Ciudad Rodrigo    | Toñete                         |
| C.D.F. Cubillos            | Cubillos del Sil  | La Era de Cubillos             |
| C.D.F. Helmántico          | Salamanca         | Ángel Pérez Huerta 1           |
| La Bañeza F.C.             | La Bañeza         | La Llanera                     |
| La Cistérniga C.F.         | La Cistérniga     | C.M. La Cistérniga             |
| C.D. Laguna                | Laguna de Duero   | La Laguna                      |
| Moraleja C.F.              | Moraleja del Vino | C.M. Moraleja del Vino         |
| C.D. Noname                | Zamora            | Anexos E.M. Ruta de la Plata 1 |
| S.D. Ponferradina "B"      | Ponferrada        | Compostilla Vicente del Bosque |
| Salamanca C.F. UDS "B"     | Salamanca         | Anexos Estadio Helmántico      |
| C.D. Sariegos del Bernesga | Sariegos          | La Namilla                     |
| Victoria C.F.              | Valladolid        | Luis Minguela                  |
| Zamora C.F. "B"            | Zamora            | Anexos E.M. Ruta de la Plata 1 |

| Cebrereña Belorado Briviesca Burgos International Capiscol Internacional Vista Alegre Villarcayo Nela Cubillos La Bañeza Ponferradina "B" Sariegos del Bernesga Venta de Baños Villamuriel Béjar Industrial Ciudad Rodrigo Helmántico Salamanca UDS "B" Coca El Espinar-San Rafael Turégano Calasanz Golmayo-Camaretas San José Sporting Uxama Betis C.F. La Cistérniga Laguna Victoria Benavente Moraleja Noname Zamora "B" |

### Equipos por Provincia
| N.º | Provincia  | Equipos | Grupo |
| --- | ---------- | --- | ----- |
| 1   | Ávila      | CyD Cebrereña | A     |
| 6   | Burgos     | C.D. Belorado, C.F. Briviesca, Burgos International Football, Capiscol C.F., C.D. Internacional Vista Alegre y Villarcayo Nela C.F. | A     |
| 2   | Palencia   | C.F. Venta de Baños y C.D. Villamuriel                                                                                              | A     |
| 3   | Segovia    | C.D. Coca, C.D. El Espinar-San Rafael y Turégano C.F.                                                                               | A     |
| 4   | Soria      | C.D. Calasanz de Soria, C.D. Golmayo-Camaretas, C.D. San José de Soria y Sporting Club Uxama                                        | A     |
| 4   | León       | C.D.F. Cubillos, La Bañeza F.C., S.D. Ponferradina "B" y C.D. Sariegos del Bernesga.                                                | B     |
| 4   | Salamanca  | C.D. Béjar Industrial, Ciudad Rodrigo C.F., C.D.F. Helmántico y Salamanca C.F. UDS "B"                                              | B     |
| 4   | Valladolid | C.D. Betis C.F., C.D. La Cistérniga, C.D. Laguna y Victoria C.F.                                                                    | B     |
| 4   | Zamora     | C.D. Benavente, Moraleja C.F., C.D. Noname y Zamora C.F. "B"                                                                        | B     |

## Fase regular

### Grupo A

#### Clasificación
| Pos. | Equipo                          | Pts. | PJ | G | E | P | GF | GC | Dif. |                                                    |
| ---- | ------------------------------- | ---- | -- | - | - | - | -- | -- | ---- | -------------------------------------------------- |
| 1    | C.D. Belorado                   | 0    | 0  | 0 | 0 | 0 | 0  | 0  | 0    | Ascenso a Tercera Federación                       |
| 2    | Burgos International Football   | 0    | 0  | 0 | 0 | 0 | 0  | 0  | 0    | Acceso a promoción de ascenso a Tercera Federación |
| 3    | C.F. Briviesca                  | 0    | 0  | 0 | 0 | 0 | 0  | 0  | 0    | Acceso a promoción de ascenso a Tercera Federación |
| 4    | C.D. Calasanz                   | 0    | 0  | 0 | 0 | 0 | 0  | 0  | 0    |                                                    |
| 5    | Capiscol C.F.                   | 0    | 0  | 0 | 0 | 0 | 0  | 0  | 0    |                                                    |
| 6    | CyD Cebrereña                   | 0    | 0  | 0 | 0 | 0 | 0  | 0  | 0    |                                                    |
| 7    | C.D. Coca                       | 0    | 0  | 0 | 0 | 0 | 0  | 0  | 0    |                                                    |
| 8    | C.D. El Espinar-San Rafael      | 0    | 0  | 0 | 0 | 0 | 0  | 0  | 0    |                                                    |
| 9    | C.D. Golmayo-Camaretas          | 0    | 0  | 0 | 0 | 0 | 0  | 0  | 0    |                                                    |
| 10   | C.D. Internacional Vista Alegre | 0    | 0  | 0 | 0 | 0 | 0  | 0  | 0    |                                                    |
| 11   | C.D. San José                   | 0    | 0  | 0 | 0 | 0 | 0  | 0  | 0    |                                                    |
| 12   | Turégano C.F.                   | 0    | 0  | 0 | 0 | 0 | 0  | 0  | 0    |                                                    |
| 13   | Sporting Uxama                  | 0    | 0  | 0 | 0 | 0 | 0  | 0  | 0    | Descenso a Primera División Provincial             |
| 14   | C.F. Venta de Baños             | 0    | 0  | 0 | 0 | 0 | 0  | 0  | 0    | Descenso a Primera División Provincial             |
| 15   | C.D. Villamuriel                | 0    | 0  | 0 | 0 | 0 | 0  | 0  | 0    | Descenso a Primera División Provincial             |
| 16   | Villarcayo Nela C.F.            | 0    | 0  | 0 | 0 | 0 | 0  | 0  | 0    | Descenso a Primera División Provincial             |

Actualizado a los partidos jugados a fecha desconocida.
 Fuente: Clasificación
Criterios de clasificación: Puntos · Enfrentamientos directos · Diferencia de goles · Goles a favor.

#### Resultados
| Local \ Visitante               | BEL | BIF | BRI | CAL | CAP | CEB | COC | ESP | GOL | INT | SJS | TUR | UXA | VEN | VLM | VNL |
| ------------------------------- | --- | --- | --- | --- | --- | --- | --- | --- | --- | --- | --- | --- | --- | --- | --- | --- |
| C.D. Belorado                   | —   |     |     |     |     |     |     |     |     |     |     |     |     |     |     |     |
| Burgos International Football   |     | —   |     |     |     |     |     |     |     |     |     |     |     |     |     |     |
| C.F. Briviesca                  |     |     | —   |     |     |     |     |     |     |     |     |     |     |     |     |     |
| C.D. Calasanz                   |     |     |     | —   |     |     |     |     |     |     |     |     |     |     |     |     |
| Capiscol C.F.                   |     |     |     |     | —   |     |     |     |     |     |     |     |     |     |     |     |
| CyD Cebrereña                   |     |     |     |     |     | —   |     |     |     |     |     |     |     |     |     |     |
| C.D. Coca                       |     |     |     |     |     |     | —   |     |     |     |     |     |     |     |     |     |
| C.D. El Espinar-San Rafael      |     |     |     |     |     |     |     | —   |     |     |     |     |     |     |     |     |
| C.D. Golmayo-Camaretas          |     |     |     |     |     |     |     |     | —   |     |     |     |     |     |     |     |
| C.D. Internacional Vista Alegre |     |     |     |     |     |     |     |     |     | —   |     |     |     |     |     |     |
| C.D. San José                   |     |     |     |     |     |     |     |     |     |     | —   |     |     |     |     |     |
| Turégano C.F.                   |     |     |     |     |     |     |     |     |     |     |     | —   |     |     |     |     |
| Sporting Uxama                  |     |     |     |     |     |     |     |     |     |     |     |     | —   |     |     |     |
| C.F. Venta de Baños             |     |     |     |     |     |     |     |     |     |     |     |     |     | —   |     |     |
| C.D. Villamuriel                |     |     |     |     |     |     |     |     |     |     |     |     |     |     | —   |     |
| Villarcayo Nela C.F.            |     |     |     |     |     |     |     |     |     |     |     |     |     |     |     | —   |

### Grupo B

#### Clasificación
| Pos. | Equipo                     | Pts. | PJ | G | E | P | GF | GC | Dif. |                                                    |
| ---- | -------------------------- | ---- | -- | - | - | - | -- | -- | ---- | -------------------------------------------------- |
| 1    | C.D. Béjar Industrial      | 0    | 0  | 0 | 0 | 0 | 0  | 0  | 0    | Ascenso a Tercera Federación                       |
| 2    | C.D. Benavente             | 0    | 0  | 0 | 0 | 0 | 0  | 0  | 0    | Acceso a promoción de ascenso a Tercera Federación |
| 3    | Betis C.F.                 | 0    | 0  | 0 | 0 | 0 | 0  | 0  | 0    | Acceso a promoción de ascenso a Tercera Federación |
| 4    | Ciudad Rodrigo C.F.        | 0    | 0  | 0 | 0 | 0 | 0  | 0  | 0    |                                                    |
| 5    | C.D.F. Cubillos            | 0    | 0  | 0 | 0 | 0 | 0  | 0  | 0    |                                                    |
| 6    | C.D.F. Helmántico          | 0    | 0  | 0 | 0 | 0 | 0  | 0  | 0    |                                                    |
| 7    | C.D. Laguna                | 0    | 0  | 0 | 0 | 0 | 0  | 0  | 0    |                                                    |
| 8    | La Bañeza F.C.             | 0    | 0  | 0 | 0 | 0 | 0  | 0  | 0    |                                                    |
| 9    | La Cistérniga C.F.         | 0    | 0  | 0 | 0 | 0 | 0  | 0  | 0    |                                                    |
| 10   | Moraleja C.F.              | 0    | 0  | 0 | 0 | 0 | 0  | 0  | 0    |                                                    |
| 11   | C.D. Noname                | 0    | 0  | 0 | 0 | 0 | 0  | 0  | 0    |                                                    |
| 12   | S.D. Ponferradina "B"      | 0    | 0  | 0 | 0 | 0 | 0  | 0  | 0    |                                                    |
| 13   | Salamanca C.F. UDS "B"     | 0    | 0  | 0 | 0 | 0 | 0  | 0  | 0    |                                                    |
| 14   | C.D. Sariegos del Bernesga | 0    | 0  | 0 | 0 | 0 | 0  | 0  | 0    | Descenso a Primera División Provincial             |
| 15   | Victoria C.F.              | 0    | 0  | 0 | 0 | 0 | 0  | 0  | 0    | Descenso a Primera División Provincial             |
| 16   | Zamora C.F. "B"            | 0    | 0  | 0 | 0 | 0 | 0  | 0  | 0    | Descenso a Primera División Provincial             |

Actualizado a los partidos jugados a fecha desconocida.
 Fuente: Clasificación
Criterios de clasificación: Puntos · Enfrentamientos directos · Diferencia de goles · Goles a favor.

#### Resultados
| Local \ Visitante          | BEJ | BEN | BET | CRD | CUB | HEL | LAG | LBA | LCS | MOR | NON | PONb | SALb | SAR | VIC | ZAMb |
| -------------------------- | --- | --- | --- | --- | --- | --- | --- | --- | --- | --- | --- | ---- | ---- | --- | --- | ---- |
| C.D. Béjar Industrial      | —   |     |     |     |     |     |     |     |     |     |     |      |      |     |     |      |
| C.D. Benavente             |     | —   |     |     |     |     |     |     |     |     |     |      |      |     |     |      |
| Betis C.F.                 |     |     | —   |     |     |     |     |     |     |     |     |      |      |     |     |      |
| Ciudad Rodrigo C.F.        |     |     |     | —   |     |     |     |     |     |     |     |      |      |     |     |      |
| C.D.F. Cubillos            |     |     |     |     | —   |     |     |     |     |     |     |      |      |     |     |      |
| C.D.F. Helmántico          |     |     |     |     |     | —   |     |     |     |     |     |      |      |     |     |      |
| C.D. Laguna                |     |     |     |     |     |     | —   |     |     |     |     |      |      |     |     |      |
| La Bañeza F.C.             |     |     |     |     |     |     |     | —   |     |     |     |      |      |     |     |      |
| La Cistérniga C.F.         |     |     |     |     |     |     |     |     | —   |     |     |      |      |     |     |      |
| Moraleja C.F.              |     |     |     |     |     |     |     |     |     | —   |     |      |      |     |     |      |
| C.D. Noname                |     |     |     |     |     |     |     |     |     |     | —   |      |      |     |     |      |
| S.D. Ponferradina "B"      |     |     |     |     |     |     |     |     |     |     |     | —    |      |     |     |      |
| Salamanca C.F. UDS "B"     |     |     |     |     |     |     |     |     |     |     |     |      | —    |     |     |      |
| C.D. Sariegos del Bernesga |     |     |     |     |     |     |     |     |     |     |     |      |      | —   |     |      |
| Victoria C.F.              |     |     |     |     |     |     |     |     |     |     |     |      |      |     | —   |      |
| Zamora C.F. "B"            |     |     |     |     |     |     |     |     |     |     |     |      |      |     |     | —    |

## Play Off de Ascenso a Tercera Federación
Este play-off reunirá a los segundos y terceros de cada grupo en la lucha por obtener una de las tres plazas de ascenso a Tercera Federación. El formato consistirá en dos rondas de eliminatorias directas a doble vuelta, enfrentando en la primera ronda al segundo de un grupo con el tercero del otro grupo. Los ganadores de cada eliminatoria se clasificarán para la ronda final. En todo caso el partido de vuelta se disputará en el campo del equipo que termine la fase regular de la competición en una posición más alta, o en su defecto con un mayor promedio de puntos por partido disputado.
|  | Semifinales            | Semifinales                | Semifinales                | Semifinales            | Semifinales            |  |  | Final                  | Final                  | Final                  | Final                  | Final                  |  |
|  | 17 de mayo/ 24 de mayo | 17 de mayo/ 24 de mayo     | 17 de mayo/ 24 de mayo     | 17 de mayo/ 24 de mayo | 17 de mayo/ 24 de mayo |  |  | 31 de mayo/ 7 de junio | 31 de mayo/ 7 de junio | 31 de mayo/ 7 de junio | 31 de mayo/ 7 de junio | 31 de mayo/ 7 de junio |  |
|  |                        |                            |                            |                        |                        |  |  |                        |                        |                        |                        |                        |  |
|  |                        |                            |                            |                        |                        |  |  |                        |                        |                        |                        |                        |  |
|  | 3º B                   | Bandera de Castilla y León |                            |                        |                        |  |  |                        |                        |                        |                        |                        |  |
|  | 3º B                   | Bandera de Castilla y León |                            |                        |                        |  |  |                        |                        |                        |                        |                        |  |
|  | 2º A                   | Bandera de Castilla y León |                            |                        |                        |  |  |                        |                        |                        |                        |                        |  |
|  | 2º A                   | Bandera de Castilla y León | Bandera de Castilla y León |                        |                        |  |  |                        |                        |                        |                        |                        |  |
|  |                        |                            |                            |                        |                        |  |  |                        |                        |                        |                        |                        |  |
|  |                        |                            | Bandera de Castilla y León |                        |                        |  |  |                        |                        |                        |                        |                        |  |
|  | 3º A                   | Bandera de Castilla y León |                            |                        |                        |  |  |                        |                        |                        |                        |                        |  |
|  | 3º A                   | Bandera de Castilla y León |                            |                        |                        |  |  |                        |                        |                        |                        |                        |  |
|  | 2º B                   | Bandera de Castilla y León |                            |                        |                        |  |  |                        |                        |                        |                        |                        |  |
|  | 2º B                   | Bandera de Castilla y León |                            |                        |                        |  |  |                        |                        |                        |                        |                        |  |
|  |                        |                            |                            |                        |                        |  |  |                        |                        |                        |                        |                        |  |